# Lluís Oliván Sibat
Lluís Oliván Sibat (Lliçà d'Amunt, Vallès Oriental, 1968) és un professor d'ensenyament secundari i escriptor català, que ha escrit la seva obra en català i castellà.
La seva obra està formada principalment per relats breus, la temàtica dels quals habitualment gira al voltant de problemàtiques familiars. En moltes de les seves obres l'ambientació recorda a la seva localitat d'origen, Lliçà d'Amunt. L'any 2010 va ser publicada la seva primera novel·la llarga, titulada Has marxat sense avisar, mentre que el 2012 va publicar la seva primera novel·la adreçada als infants, El castell del doctor Franchini. Ha guanyat diversos premis literaris de novel·la i narrativa curta, tant en llengua catalana com castellana, entre els quals el premi Tinet de narrativa digital (2005) per l'obra Dos germans asimètrics, o el Premi València (2013) amb la novel·la Lo que hay en el fondo.

## Obra
Narrativa
- El taxidermista. Barcelona: Viena, 2005 (Premi Sant Celoni de novel·la curta)
- El món líquid. Barcelona: Publicacions de la Universitat de Barcelona, 2006. (Premi de Novel·la Valldaura-Memorial Pere Calders de Cerdanyola del Vallès)
- El guardián de las hogueras. Barcelona: Edaf, 2006.
- Un pare possible. Barcelona: Columna, 2007. (Premi Fiter i Rossell)
- Has marxat sense avisar. Barcelona: Columna, 2010.
- Lo que hay en el fondo. Madrid: Lengua de Trapo, 2013. (Premi València)[3]

Reculls de contes
- Parcel·les habitades. Barcelona: Columna, 2008.
- Títulos robados. Sevilla: Algaida, 2008 (Premi Alfonso de Cossío de relats)

Novel·les infantils
- El castell del doctor Franchini. Barcelona: Cruïlla, 2012.